# Программное обеспечение для обработки естественного языка
Нижеследующий набор инструментов обработки естественного языка является популярным сборником ПО для обработки естественного языка ( (англ.) NLP) . ПО включает набор библиотек, фреймворков и пакетов для символического и статистического анализа естественного языка и обработки речи. Инструменты NLP обычно выполняют обнаружение предложений, токенизацию, определение частей речи, речевых оборотов, классификацию, кластеризацию, лемматизацию, анализ и разрешение кореферентности и т. п.
| Пакет / библиотека / фреймворк            | Язык программирования                | Лицензия                      | Разработчик                                                   | Сайт                             |
| ----------------------------------------- | ------------------------------------ | ----------------------------- | ------------------------------------------------------------- | -------------------------------- |
| AlchemyAPI                                | C, C++, C#, Java, Python, Perl, Ruby | Freeware или Коммерческая     | Orchestr8                                                     |                                  |
| Fonemica                                  | C#, C++, Java, Python                | Коммерческая                  | Fonemica LLC                                                  | https://fonemica.ai/             |
| Digital Sonata                            |                                      | Коммерческая                  | Digital Sonata Pty Ltd                                        |                                  |
| Distinguo                                 | C++                                  | Коммерческая                  | Ultralingua Inc.                                              |                                  |
| Ellogon                                   | C / C++                              | LGPL                          | Georgios Petasis                                              |                                  |
| FreeLing                                  | C++                                  | GNU                           | Universitat Politècnica de Catalunya                          | Архивировано 6 января 2013 года. |
| General Architecture for Text Engineering | Java                                 | LGPL                          | GATE research                                                 |                                  |
| LingPipe                                  | Java                                 | royalty free или Коммерческая | Alias-i                                                       |                                  |
| LinguaStream                              | Java                                 | Free for research             | University of Caen, Франция                                   |                                  |
| MII nlp toolkit                           | Java                                 | LGPL                          | UCLA Medical Imaging Informatics (MII) Group                  |                                  |
| Modular Audio Recognition Framework       | Java                                 | BSD                           | The MARF Research and Development Group, Concordia University |                                  |
| MontyLingua                               | Python, Java                         | MIT                           |                                                               |                                  |
| Natural Language Toolkit                  | Python                               | GNU                           |                                                               |                                  |
| NooJ (основан на INTEX)                   | .NET Framework                       | Free for research             | University of Franche-Comté, Франция                          |                                  |
| OpenNLP                                   | Java                                 | Apache                        | Online community                                              |                                  |
| Stanford NLP                              | Java                                 | GNU                           | The Stanford Natural Language Processing Group                |                                  |
| UIMA                                      | Java / C++                           | Apache                        | Apache                                                        |                                  |
| Spacy                                     | Python                               | MIT                           | Explosion AI, др.                                             |                                  |